# Zuid-Amerikaans kampioenschap voetbal onder 20 - 2013
Het Zuid-Amerikaans kampioenschap voetbal onder 20 - 2013 was de 26e editie van dit voetbaltoernooi en werd gehouden van 9 januari 2013 tot en met 3 februari 2013 in Argentinië. De top vier plaatste zich voor het Wereldkampioenschap voetbal onder 20 - 2013 in Colombia.

## Speelsteden
| Mendoza                     | San Juan                 |
| --------------------------- | ------------------------ |
| Estadio Malvinas Argentinas | Estadio del Bicentenario |
| Capaciteit: 40.268          | Capaciteit: 25.000       |
| Stadion Malvinas Argentinas | Stadion del Bicentenario |

## Deelnemende teams
- Argentinië (gastland)
- Bolivia
- Brazilië
- Chili
- Colombia
- Ecuador
- Paraguay
- Peru
- Uruguay
- Venezuela

## Eerste groepsfase
|  | Eerste drie teams door naar tweede ronde |
|  | Laatste 2 teams uitgeschakeld            |

### Groep A
| Team       | AW | W | G | V | DV | DT | DS  | Pnt |
| ---------- | -- | - | - | - | -- | -- | --- | --- |
| Chili      | 4  | 4 | 0 | 0 | 8  | 3  | +5  | 12  |
| Colombia   | 4  | 2 | 0 | 2 | 10 | 5  | +5  | 6   |
| Paraguay   | 4  | 2 | 0 | 2 | 9  | 6  | +3  | 6   |
| Argentinië | 4  | 1 | 1 | 2 | 6  | 7  | −1  | 4   |
| Bolivia    | 4  | 0 | 1 | 3 | 3  | 15 | −12 | 1   |

### Groep B
| Team      | AW | W | G | V | DV | DT | DS | Pnt |
| --------- | -- | - | - | - | -- | -- | -- | --- |
| Peru      | 4  | 2 | 1 | 1 | 7  | 5  | +2 | 7   |
| Uruguay   | 4  | 1 | 3 | 0 | 10 | 9  | +1 | 6   |
| Ecuador   | 4  | 1 | 2 | 1 | 5  | 5  | 0  | 5   |
| Venezuela | 4  | 1 | 1 | 2 | 3  | 4  | −1 | 4   |
| Brazilië  | 4  | 1 | 1 | 2 | 4  | 6  | −2 | 4   |

## Eindronde
De eindronde vond plaats van 20 januari 2013 tot en met 3 februari 2013
| Team     | AW | W | G | V | DV | DT | DS | Pnt |
| -------- | -- | - | - | - | -- | -- | -- | --- |
| Colombia | 5  | 4 | 0 | 1 | 6  | 3  | +3 | 12  |
| Paraguay | 5  | 3 | 1 | 1 | 7  | 4  | +3 | 10  |
| Uruguay  | 5  | 3 | 0 | 2 | 5  | 3  | +2 | 9   |
| Chili    | 5  | 2 | 1 | 2 | 7  | 6  | +1 | 7   |
| Peru     | 5  | 1 | 2 | 2 | 6  | 8  | −2 | 5   |
| Ecuador  | 5  | 0 | 0 | 5 | 4  | 11 | −7 | 0   |

|                       |             |     |                                    |                                                                                           |
| 20 januari 2013 17:30 | Chili       | 1–3 | Paraguay                           | Estadio Malvinas Argentinas, Mendoza Toeschouwers: 2.000 Scheidsrechter: Patricio Loustou |
| 20 januari 2013 17:30 | Castillo 9' |     | González 59' Pérez 77' Cardozo 81' | Estadio Malvinas Argentinas, Mendoza Toeschouwers: 2.000 Scheidsrechter: Patricio Loustou |

|                       |           |     |                                    |                                                                                      |
| 20 januari 2013 19:45 | Peru      | 1–3 | Uruguay                            | Estadio Malvinas Argentinas, Mendoza Toeschouwers: 1.000 Scheidsrechter: Carlos Vera |
| 20 januari 2013 19:45 | Reyna 42' |     | Formiliano 12' López 68' Rolán 88' | Estadio Malvinas Argentinas, Mendoza Toeschouwers: 1.000 Scheidsrechter: Carlos Vera |

|                       |                        |     |              |                                                                                          |
| 20 januari 2013 22:00 | Colombia               | 2–1 | Ecuador      | Estadio Malvinas Argentinas, Mendoza Toeschouwers: 1.000 Scheidsrechter: Enrique Cáceres |
| 20 januari 2013 22:00 | Nieto 50' Quintero 70' |     | Parrales 85' | Estadio Malvinas Argentinas, Mendoza Toeschouwers: 1.000 Scheidsrechter: Enrique Cáceres |

|                       |                                                  |     |               |                                                                                               |
| 23 januari 2013 17:30 | Chili                                            | 4–1 | Ecuador       | Estadio Malvinas Argentinas, Mendoza Toeschouwers: 3.000 Scheidsrechter: Víctor Hugo Carrillo |
| 23 januari 2013 17:30 | Castillo 18' Rubio 28' (pen.) Baeza 75' Mora 83' |     | Esterilla 69' | Estadio Malvinas Argentinas, Mendoza Toeschouwers: 3.000 Scheidsrechter: Víctor Hugo Carrillo |

|                       |            |     |            |                                                                                      |
| 23 januari 2013 19:45 | Peru       | 1–1 | Paraguay   | Estadio Malvinas Argentinas, Mendoza Toeschouwers: 1.000 Scheidsrechter: Raúl Orosco |
| 23 januari 2013 19:45 | Araujo 28' |     | Alonso 82' | Estadio Malvinas Argentinas, Mendoza Toeschouwers: 1.000 Scheidsrechter: Raúl Orosco |

|                       |             |     |         |                                                                                       |
| 23 januari 2013 22:00 | Colombia    | 1–0 | Uruguay | Estadio Malvinas Argentinas, Mendoza Toeschouwers: 2.400 Scheidsrechter: Sandro Ricci |
| 23 januari 2013 22:00 | Córdoba 38' |     |         | Estadio Malvinas Argentinas, Mendoza Toeschouwers: 2.400 Scheidsrechter: Sandro Ricci |

|                       |       |           |         |                                                                                           |
| 27 januari 2013 17:30 | Chili | 0–1       | Uruguay | Estadio Malvinas Argentinas, Mendoza Toeschouwers: 5.000 Scheidsrechter: Marlon Escalante |
| 27 januari 2013 17:30 |       | Bueno 64' |         | Estadio Malvinas Argentinas, Mendoza Toeschouwers: 5.000 Scheidsrechter: Marlon Escalante |

|                       |      |                     |          |                                                                                           |
| 27 januari 2013 19:45 | Peru | 0–1                 | Colombia | Estadio Malvinas Argentinas, Mendoza Toeschouwers: 1.800 Scheidsrechter: Patricio Loustau |
| 27 januari 2013 19:45 |      | Quintero 18' (pen.) |          | Estadio Malvinas Argentinas, Mendoza Toeschouwers: 1.800 Scheidsrechter: Patricio Loustau |

|                       |                |     |         |                                                                                        |
| 27 januari 2013 22:00 | Paraguay       | 1–0 | Ecuador | Estadio Malvinas Argentinas, Mendoza Toeschouwers: 1.000 Scheidsrechter: José Buitrago |
| 27 januari 2013 22:00 | Villamayor 86' |     |         | Estadio Malvinas Argentinas, Mendoza Toeschouwers: 1.000 Scheidsrechter: José Buitrago |

|                       |                     |     |          |                                                                                      |
| 30 januari 2013 17:30 | Chili               | 1–0 | Colombia | Estadio Malvinas Argentinas, Mendoza Toeschouwers: 6.000 Scheidsrechter: Raúl Orosco |
| 30 januari 2013 17:30 | Castillo 45' (pen.) |     |          | Estadio Malvinas Argentinas, Mendoza Toeschouwers: 6.000 Scheidsrechter: Raúl Orosco |

|                       |                         |     |                           |                                                                                           |
| 30 januari 2013 19:45 | Peru                    | 3–2 | Ecuador                   | Estadio Malvinas Argentinas, Mendoza Toeschouwers: 2.000 Scheidsrechter: Marlon Escalante |
| 30 januari 2013 19:45 | Reyna 28', 34' Polo 83' |     | Uchuari 52' Esterilla 70' | Estadio Malvinas Argentinas, Mendoza Toeschouwers: 2.000 Scheidsrechter: Marlon Escalante |

|                       |            |     |         |                                                                   |
| 30 januari 2013 22:00 | Paraguay   | 1–0 | Uruguay | Estadio Malvinas Argentinas, Mendoza Scheidsrechter: Sandro Ricci |
| 30 januari 2013 22:00 | Alonso 59' |     |         | Estadio Malvinas Argentinas, Mendoza Scheidsrechter: Sandro Ricci |

|                       |          |     |         |                                                                                        |
| 3 februari 2013 17:15 | Uruguay  | 1–0 | Ecuador | Estadio Malvinas Argentinas, Mendoza Toeschouwers: 7.000 Scheidsrechter: José Buitrago |
| 3 februari 2013 17:15 | López 5' |     |         | Estadio Malvinas Argentinas, Mendoza Toeschouwers: 7.000 Scheidsrechter: José Buitrago |

|                       |             |     |           |                                                                                           |
| 3 februari 2013 19:15 | Chili       | 1–1 | Peru      | Estadio Malvinas Argentinas, Mendoza Toeschouwers: 18.000 Scheidsrechter: Enrique Cáceres |
| 3 februari 2013 19:15 | Rabello 34' |     | Flores 7' | Estadio Malvinas Argentinas, Mendoza Toeschouwers: 18.000 Scheidsrechter: Enrique Cáceres |

|                       |                          |     |           |                                                                                           |
| 3 februari 2013 21:15 | Colombia                 | 2–1 | Paraguay  | Estadio Malvinas Argentinas, Mendoza Toeschouwers: 5.000 Scheidsrechter: Patricio Loustau |
| 3 februari 2013 21:15 | Quintero 24' Vergara 54' |     | Rojas 88' | Estadio Malvinas Argentinas, Mendoza Toeschouwers: 5.000 Scheidsrechter: Patricio Loustau |